# Daniel Owino Misiani
Daniel Owino Misiani était un musicien kényan d'origine tanzanienne né le 22 février 1940 à Nyamagongo-Shirati et mort le 17 mai 2006 dans un accident de la circulation à Kisumu au Kenya. Il est un des pionniers du style musical benga.

## Biographie

### Vie publique
Il nait et grandit dans une région du nord du Protectorat britannique du Tanganyika (l'actuelle Tanzanie) où l'ethnie principale sont les Luo. Comme ses parents sont chanteurs dans une chorale religieuse, le jeune Daniel commence son éducation musicale dans les chœurs d'écoles, d'hôpitaux ou d'églises de la région de Shirati, et plus tard comme percussionniste dans un groupe acoustique local. Son père, chrétien strict, brise la première guitare qui avait été donnée à son fils. Cependant, à la fin de 1963, il surmonte l'opposition paternelle grâce aux cadeaux en bétail et vêtements achetés avec ses revenus de musicien ambulant en Tanzanie et au Kenya.
En 1964, Misiani s'établit à Nairobi et continue à développer son style unique, sur guitare acoustique, combinant la musique traditionnelle des groupes vocaux féminins luo et la technique du « finger-style » popularisée par le musicien congolais Jean Bosco Mwenda avec l'apport de la nyatiti et de l'orutu. Ce nouveau style  devient le benga.
Chantant en luo et en swahili, il fait, en 1965, ses premiers enregistrements avec les Victoria Boys et achète sa première guitare électrique. Assez vite, fin 1969, le groupe change son nom en Shirati Luo Voice Jazz et rapidement enregistre son 1er 45 tours puis des LP avant de, à nouveau, modifier plusieurs fois le nom du groupe sur une année, pour, définitivement en 1972, s'appeler Shirati Jazz. Le benga devient, pendant près de 20 ans, le style de musique le plus populaire au Kenya et en Tanzanie.
Misiani est renommé pour ses textes pointus et pleins d'esprit qui lui valent, à plusieurs reprises, d'être emprisonné. À la fin des années 1980, le piratage, le manque de radiodiffusion et la concurrence d'autres styles de musique sonnent le glas du style benga. Et, pour couronner le tout, en 1987, les autorités kényanes refusent, une énième fois, de lui accorder un passeport ce qui annule l'unique tournée britannique programmée de Shirati Jazz.
En 1989, le producteur Ben Mandelson et le critique musical Werner Graebner, qui enregistraient du folklore luo au studio APS de Nairobi, invitent D.O.Misiani et son orchestre avec, comme résultat, l'album Piny Ose Mer (« Le monde est fou » en luo) et la compilation Benga Blast! en 1989.
Infatigable, il n'arrête jamais d'enregistrer des cassettes audio et est toujours à l'affût de prestations publiques. Au début des années 2000, il devient, avec son groupe, vedette attitrée du Club Oasis de Kisumu. En 2002, le label discographique, de Seattle, Equator Heritage Sounds de Douglas Paterson commercialise une compilation appelée Oasis Club ce qui lui permet, en 2004, de réaliser une petite tournée aux États-Unis et, l'année suivante, en Allemagne et aux Pays-Bas.

### Vie privée
Selon la tradition des Luo, Misiani est polygyne. Il a deux épouses : Felista et Beatrice. Des deux unions naissent 14 enfants. Un de ses fils, Robert, fait une carrière, sous le nom de scène de Gun B, comme chanteur de Hip-Hop avant de décéder le 20 octobre 2007 de maladie.

## Décès
Daniel Owino Misiani décède à Kisumu le 17 mai 2006, à l'âge de 66 ans dans un accident de circulation alors qu'il était passager d'un matatu.

## Discographie
(en) Discographie du Shirati Jazz